# من ورط الأرنب روجر
من ورط الأرنب روجر (بالإنجليزية: Who Framed Roger Rabbit) وهو فيلم أمريكي كوميدي من النوع لايف أكشن مع أنميشن عن جميع شخصيات الكرتون الأربعينيات تعيش ضمن أقلية في مستوطنة تدعى (حي الكارتون) حيث تقوم بواجباتها في صناعة الترفيه للبشر ضمن بيئة لها ابعادها وأصولها وقوانينها الخاضعة للبشر، ينكسر هذا الواقع مع توريط أحد أشهر مواطنيها «روجر رابيت» بجريمة قتل مالك ناد ليلي يدعى مارفن آكمي، فيوكل للمحقق إدي فاليانت ذو الماضي الجريح مع الكرتون تبرئة روجر من التهمة محاولاً تناسي سقوط بيانو رسومي ذات يوم مسبباً وفاة شقيقه.

## أنتاجة
الفليم من الإخراج المخرج روبرت زيميكيس والمخرج الرسوم المتحركة ريتشارد وليامز وأنتج الفليم في العام 1988.

## وصلات خارجية
- من ورط الأرنب روجر على موقع IMDb (الإنجليزية)
- من ورط الأرنب روجر على موقع ميتاكريتيك (الإنجليزية)
- من ورط الأرنب روجر على موقع الموسوعة البريطانية (الإنجليزية)
- من ورط الأرنب روجر على موقع روتن توميتوز (الإنجليزية)
- من ورط الأرنب روجر على موقع نتفليكس (الإنجليزية)
- من ورط الأرنب روجر على موقع قاعدة بيانات الأفلام العربية
- من ورط الأرنب روجر على موقع ألو سيني (الفرنسية)
- من ورط الأرنب روجر على موقع Turner Classic Movies (الإنجليزية)
- من ورط الأرنب روجر على موقع أول موفي (الإنجليزية)
- من ورط الأرنب روجر على موقع بوكس أوفيس موجو (الإنجليزية)